# Sun Island
Sun Island är en ö i Kanada.   Den ligger i territoriet Nunavut, i den östra delen av landet, 2 300 km norr om huvudstaden Ottawa. Arean är 9,2 kvadratkilometer.
Terrängen på Sun Island är platt. Öns högsta punkt är 103 meter över havet. Den sträcker sig 4,4 kilometer i nord-sydlig riktning, och 3,8 kilometer i öst-västlig riktning.
Trakten runt Sun Island består i huvudsak av gräsmarker.